# Digital Equipment Corporation 300 Professional series
Digital Equipment Corporation 300 Professional series (300 Professional series) је професионални рачунар фирме Digital Equipment Corporation који је почео да се производи у САД током 1979. године.
Користио је DCF-11 чипсет (325/350) - Harris J-11 чипсет (380) микропроцесорску јединицу а RAM меморија рачунара је имала капацитет од 256 KB (до 1 MB). 
Као оперативни систем кориштен је P/OS, RT-11, или Venix.

## Детаљни подаци
Детаљнији подаци о рачунару 300 Professional series су дати у табели испод.
|                       | |
| [ 1 ]                 | |
| Произвођач            | |
| Тип                   | професионални рачунар                                                                              |
| Меморија              | 256 (до 1 MB)                                                                                      |
| Поријекло             | Сједињене Америчке Државе                                                                          |
| Година                | 1979                                                                                               |
| Тастатура             | Пуни помак 106 тастера, са 20 функцијских тастера, и едит и нумеричким тастерима                   |
| Процесор              | |
| Фреквенција процесора | 13,33 (325 - 350), 15 . (380)                                                                      |
| RAM                   | 256 (до 1 MB)                                                                                      |
| ROM                   | 12 (бут тест програм, иницијализација)                                                             |
| Текст                 | 80 x 24 / 132 x 24                                                                                 |
| Графика               | 1024 x 256 тачака                                                                                  |
| Боја                  | 256                                                                                                |
| Звук                  | опција под именом Telephone Management System (TMS). Могао се програмирати да ствара и снима звук. |
| Димензије             | 58(ширина) x 36(дубина) x 17(висина) .                                                             |
| Портови               | |
| Оперативни систем     | |